# 정승욱
정승욱(1966년 9월 16일 ~ )은 대한민국의 성우로, 1995년 CJ ENM 성우극회 공채 1기로 입사했다.

## 작품

### 애니메이션
- 난다 난다 니얀다 (재능TV) - 눈물귀신 (괴성), 찍삿갓
- 건 스미스 캣츠 (투니버스) - 조나단 워싱턴
- 건방진 천사 (퀴니) - 메구미의 아버지
- 고래의 도약 (영화/투니버스) - 화가 R
- 고쿠센 (투니버스) - 오오시마 / 미야다 / 카메이
- 교향시편 유레카7 (애니맥스) - 하프, 듀이
- 구름처럼 바람처럼 (투니버스) - 서두대신
- 쾌걸 근육맨 2세 (투니버스) - 따르릉보이 / 마르스(스카페이스)
- 더 파이팅 (투니버스) - 차지하
- 기동전사 건담0083:지온의 잔광 (애니박스) - 사우스 버닝
- 나스 안달루시아의 여름 (투니버스) - 감독
- 나의 지구를 지켜줘 (투니버스) - 라즐로
- 닌자펭귄 땡글이 (투니버스) - 흑룡계 / 오랑
- 델토라 퀘스트 (애니맥스) - 바르다
- 따끈따끈 베이커리 (투니버스) - 강노일
- 란마1/2 (투니버스) - 주진창(텐도 소운)
- 로도스도 전기 (투니버스) - 우드척크
- 로봇전사 감마 (투니버스) - 엘드란 / 곤잘레스(강판돌)
- 록맨 에그제 (투니버스) - 불칸 / 넘버맨
- 록맨 에그제 엑서스 (투니버스) - 불칸
- 마루코는 아홉살 2기 (투니버스) - 마루코의 아빠 / 나레이션
- 마법의 스테이지 팬시라라 (투니버스) - 신비씨
- 만능 수리공 매니 (EBS) - 로파트
- 쿠루쿠루 (투니버스) - 우르가 13세 / 마왕 기리
- 달빛천사 (투니버스) - 타카스 / 심사위원 2 / 남자 / 총제작자 / 스태프 2 / 스태프 1 / 의사 1 / 코마 매니저 / 편집장 / 선생 / 스태프 / 아나운서 / 게스트 / 생선가게 주인 / 교장 / 뮤지션 2 / 할아버지 / 집배원 / 에릭 / 원장 / 사신부장
- 메르헤븐 (투니버스) - 아란
- 메이저 2기 (투니버스) - 김성계 / 남길용 / 지남규
- 메이플 스토리 (SBS) - 칼스
- 명탐정 코난 (투니버스, 애니맥스) - 남건 / 천범수 반장 & 천범기 반장 / 고대길 부장
- 몬스터 팜 (SBS) - 프라이언
- 배트맨 시리즈 (카툰네트워크) - 투페이스
- 블리치 2기 (투니버스) - 코가
- 캡틴테일러 (투니버스) - 군의관
- 보노보노 (투니버스) - 보노보노 아빠 / 포로리 아빠 / 도리도리 아빠 / 큰 곰 대장
- 무적코털 보보보 (투니버스) - J
- 뷰티풀 조 (투니버스) - 제트
- 사이버 포뮬러 SIN (OVA/투니버스) - 김준영
- 스타 오션 EX (투니버스) - 보먼 진
- 스타 워즈: 클론 전쟁 (카툰네트워크) - 렉스 / 플로쿤
- 슬레이어즈 TRY (투니버스) - 그라보스
- 시티헌터 TV 스페셜 시리즈 (투니버스) - 곤잘레스
- 신기동전기 건담 윙 - 엔드리스 왈츠 (OVA/투니버스) - 데킴 버튼
- 아이 엠 스타! (투니버스) - 페퍼 중사
- 어벤져 (애니맥스) - 볼크
- 여신전사 (OVA/투니버스) - 제오
- 영혼기병 라젠카 (MBC) - 비타
- 오란고교 사교클럽 (투니버스) - 타마키의 아버지
- 오즈 (OVA/투니버스) - 댄들리 박사
- 요술공주 샐리 (투니버스) - 아빠
- 배틀짱 (투니버스) - 퉁 / 파그
- 울트라 매니악 (퀴니) - 할아버지
- 울프스 레인 (투니버스) - 탤런
- 이누야샤 세 번째 극장판 : 천하패도의 검 (투니버스) - 아버지
- 못말리는 타잔 (투니버스) - 아나베베
- 조이드 (투니버스) - 크루거
- 초인로크 : 신세계 전대 (투니버스) - 투어
- 최유기 리로드 건락 (투니버스) - 가토
- 츠바사 크로니클 (투니버스) - 쿠로가네
- 카레이도 스타 (투니버스) - 칼로스 에이도
- 카우보이 비밥 (투니버스) - 압 둘 하킴
- 개구리 중사 케로로 (투니버스) - 가루루 / 나라 아빠 / 오노노
- 크르노 크루세이드 (투니버스) - 잭 길리엄
- 탐정학원 Q (투니버스) - 아누비스
- 트리니티 블러드 (투니버스) - 프란체스코 디 메디치
- 파워퍼프걸 (투니버스) - 해설
- 패트레이버 (투니버스) - 정만수
- 패트레이버 OVA(구) (투니버스) - 정만수
- 패트레이버 OVA(신) (투니버스) - 정만수
- 탑블레이드 (투니버스) - 가란드
- 표춘독 (투니버스) - 리큐
- 포트리스 (SBS) - 트라칸 / 유니콘 / 흑마룡 / 트리톤
- 마법전사 캐롯 (투니버스) - 밀피유
- 행복한 세상의 족제비 (투니버스) - 왕빈 선생
- 헬싱 (투니버스) - 루크 발렌타인
- 헬싱OVA (애니박스) - 베르나도트
- 헬싱OVA (애니박스) - 루크 / 소령
- 환상게임 (투니버스) - 유진
- 파워 포스 레인저 (SBS) - 블랙 바이슨
- 우주용사 버즈 (KBS)
- 이야기 여행 (MBC)
- 원피스 (투니버스) - 켄 / 사카즈키
- 붐이담이 부릉부릉 (MBC) - 울퉁카
- 팽이대전 G블레이드 (SBS) - 가란드
- 발명왕 트레이시 (MBC 무비스) - 고든
- 오스카 오케스트라 (투니버스) - 트레버
- 오! 패밀리 (투니버스) - 아버지
- 물지 않는 다큘라 백작 (투니버스)
- 허클베리핀의 모험 (투니버스) - 사과 장수
- 엄지공주의 모험 (투니버스)
- 신데렐라 (투니버스) - 왕
- 수신연무 (애니맥스) - 케이로
- 에어기어 (애니맥스) - 부처
- 건담 0083 스타더스트 메모리 (애니박스) - 버닝
  - 건담 0083 지온의 잔광 (애니박스) - 버닝
- 케빈이 잠든 사이에 (투니버스) - 밥공기
- 우주탐사대 (투니버스)
- 제이크와 네버랜드 해적들 (KBS) - 스컬리
- 버드나무 사이로 부는 바람 (투니버스)
- 빌리의 대모험 (투니버스) - 록스톤
- 붉은광탄 질리온 (투니버스)
- 총몽 (투니버스) - 기메
- 영원의 나라 게쉬탈트 (투니버스) - 래디언
- 사이버시티 오에도 808 (투니버스) - 사이먼
- X사건 미녀탐정 (투니버스) - 상도
- 초인 로크 - 신세기 블루스 (투니버스) - 투어
- GLASSY OCEAN (투니버스) - 화가
- 엄마는 4학년 (투니버스)
- 더티페어 FLASH (투니버스) - 오하라
- 은혼 (투니버스) - 파발꾼
- 왕도둑 징 (투니버스) - 긴죠
- 결계사 (투니버스) - 코야
- 나루토 (투니버스) - 와가라시 두목 / 바키
- 나루토 질풍전 (투니버스) - 테우치 / 바키
- 레이브 (투니버스) - 데몬카드 4 / 란스
- 고스트 바둑왕 (투니버스) - 윤 선생 / 왕 / 가와이 / 사에키 / 사카마키 / 가키모토 / 진행원 3 / 손님 3 / 아나운서 / 남자 1 / 미국인 / 참가자 1 / 감독관 1 / 기원주인 / 원생 2 / 직원 / 남학생 1 / 지배인 / 입회인 / 참가자 / 남자 4 / 손님 4 / 가타기리 / 직원 1 / 가키모토 / 참가자 3 / 오이엘 / 중국프로 5 / 중국프로 4 / 가와사키
- GTO (투니버스) - 이가라시
- 음양대전기 (투니버스) - 단조
- 달려라 이다텐 (투니버스) - 젠타
- 사무라이 참프루 (투니버스) - 다이고로 / 만조 / 해설 / 선원 3 / 단속반 / 마을남자 5 / 사비니 / 만죠
- 몬스터 (투니버스) - 기자 1 / 놀던 / 볼프 부하 1 / 대표자 1 / 손님 1
- 올림포스 가디언 (SBS) - 아레스
- 드래곤볼GT (투니버스) - 피콜로
- 아가사 크리스티의 명탐정 포와로와 마플 (투니버스) - 대니얼스 대위 / 멜쳇 서장 / 배지워스 경위 / 크래독 경감 / 푸르니에 경감
- 에어마스터 (투니버스) - 루차마스터
- 천공전사 젠키 (투니버스) - 흑두
- 멜티랜서 (투니버스) - 사령관
- 바벨 2세 (투니버스) - 바벨 1세 / 박철수
- 내 사랑 유미 (투니버스) - 오발탄
- 으랏차차 삼총사 (투니버스) - 키모
- 정상을 향하여 (투니버스) - 김찬우 / 심판
- 자니 브라보 (투니버스)
- 신혼합체 고단나 (MBC 무비스) - 쿠보
- 코스모워리어 제로 (DVD) - 화룡의 기관장 / 도치
- 웨딩피치 (투니버스) - 산드라
- 탐험 드리랜드 (투니버스) - 클레모어
- 마기 (카툰네트워크) - 바르카크
- 클로버 4/3 (네오필름) - 추씨
- 터닝메카드 (KBS) - 블랙미러
- 터닝메카드 P (미정) - 블랙미러(루아와 루이 남매의 아버지)
- 헬로 카봇 (KBS) - 골드렉스
- 신비아파트 고스트볼Z: 어둠의 퇴마사 (투니버스) - 토이마스터(유정 할아버지), 바람 토이마스터

### 극장용 애니메이션
- 가디언의 전설 - 알로미어
- 공주와 개구리 - 식당 손님 / 악어 / 사냥꾼
- 겨울왕국 - 아렌델의 왕
  - 겨울왕국 2 - 아렌델의 왕
- 극장판 터닝메카드 W: 블랙미러의 부활 - 블랙미러
- 라따뚜이 - 탤론
- 라야와 마지막 드래곤 - 차이
- 라푼젤 - 스태빙턴 형제
- 메리다와 마법의 숲 - 고든
- 명탐정 코난 극장판 4기 - 눈동자 속의 암살자 (투니버스) - 고대길 부장
- 명탐정 코난 극장판 6기 - 베이커가의 망령(투니버스) - 남건
- 명탐정 코난 극장판 13기 - 칠흑의 추적자 (투니버스) - 천범수 반장/ 천범기 반장
- 명탐정 코난 극장판 14기 - 천공의 난파선 (투니버스) - 고대길 부장
- 명탐정 코난: 100만 달러의 오릉성 - 쿠도 유사쿠
- 빨간모자의 진실 (MBC) - 제리
- 은하철도 999 첫 번째 극장판 (투니버스) - 기계백작 / 술집 주인 / 닥터 반
- 은하철도 999 두 번째 극장판 (투니버스) - 파우스트 / 게릴라 대장
- 원피스 12기 극장판 film Z - 아카이누(붉은 개)
- 원피스 필름 골드 - 아카이누(붉은 개)
- 짱구는 못말려 극장판: 헨더랜드의 대모험(챔프) - 건담 로봇
- 짱구는 못말려 극장판: 부리부리 왕국의 보물(챔프) - 아나콘다
- 짱구는 못말려 극장판: 돼지발굽 대작전(챔프) - 덩치
- 짱구는 못말려 극장판: 폭발! 온천 부글부글 대작전(챔프) - 단바 / 대통령 / 남앵커
- 패트레이버 첫 번째 극장판 (투니버스) - 정만수
- 패트레이버 두 번째 극장판 (투니버스) - 정만수
- 이집트 왕자 (SBS) - 아론
- 이집트 왕자 (극장판) - 경비병
- 발토 (SBS)
- 장화신은 고양이 - 잭
- 주먹왕 랄프 - 장기에프
- 주먹왕 랄프 2: 인터넷 속으로
- 스피릿 - 군인
- 슈퍼배드 - 프레드
- 아더와 미니모이 (KBS) - 다코스 (제이슨 베이트먼)
- 나니아 연대기 3 - 로드 드리니언 (게리 스위트)
- 토이 스토리 2, 3 - 상사
- 타잔 - 사냥꾼
- 도리를 찾아서 - 남편 물고기 / 남편 게 / 길
- 카 - 칙 힉스
- 카 2 - 토크
- 카 3: 새로운 도전 - 칙 힉스 / 주니어 문 / 라이언 레이니
- 브라더 베어 - 다람쥐
- 인크레더블 - 언더마이너
- 아이스 에이지 4: 대륙 이동설 - 시드의 삼촌
- 호튼 - 원숭이

### 영화
- 나의 그리스식 웨딩 (SBS) - 마이크 (이안 고메즈)
- 닥터 스트레인지: 대혼돈의 멀티버스 - 블랙 볼트(앤슨 마운트) / 피자볼 노점상(브루스 캠벨)
- 라스트 패트롤 (SBS)
- 미네소타 트윈스 (SBS) - 루 (티모시 버스필드)
- 미녀 삼총사 (SBS) - 피터(루크 윌슨)
- 백 투 더 퓨처 (SBS)
- 블래스트 (SBS) - 아담(브렌던 프레이저)
- 블랙 위도우 - 썬더볼트 로스(윌리엄 허트)
- 비밀과 거짓말 (SBS)
- 사랑과 영혼 (SBS)
- 성룡의 CIA (SBS) - 모건의 부하(용관) / CIA 요원(양가호)
- 스네이크 아이 (SBS)
- 아웃브레이크 (SBS) - 바비(다니엘 초도스)
- 어벤져스: 인피니티 워 - 로스(윌리엄 허트)
- 에어 포스 원 (SBS)
- 엑소시스트 (SBS) - 카라스 신부 (제이슨 밀러)
- 오 O (SBS) - 브래블 교장 (존 허드)
- 와일드 와일드 웨스트 (SBS)
- 웨일 라이더 (SBS) - 포로랑기 (클리프 커티스)
- 위험한 사돈 (SBS) - 쏜(리차드 워프)
- 정글북 - 큰 다람쥐(샘 레이미) / 공작
- 캡틴 아메리카: 시빌 워 - 선더볼트 로스(윌리엄 허트)
- 케이 팩스 (SBS) - 체크라보티 (아제이 나이두)
- 크림슨 타이드 (SBS) - 웨스터 가드 (록키 캐롤)
- 타임 머신(SBS) - 옥스(올랜도 존스)
- 턱시도 (SBS) - 자전거를 탄 남자(노아 댄비) / 베닝의 경비원(다니엘 캐쉬) / 시스템 음성 / 경찰
- 톰과 제리 - 천사(릴 렐 하워리)
- 테이킹 라이브즈 (SBS) - 파케트 (올리비에 마르티네즈)

### 외화
- 프리즌 브레이크 (SBS) - 폴 켈러맨(폴 어델스타인)
- 가면라이더 드래건 (투니버스) - 해설 / 간자키 / 형사
- 33분 탐정 (투니버스) - 청소아저씨
- 자이언트 세이버 (투니버스) - 사장

### 게임
- 헤일로2 - 스펙옵스 커맨더(르타스 바두미)
- 헤일로3 - 중사2
- 007 제임스 본드: 퀀텀 오브 솔러스 - 용병, 반란군, 하인스, MI6 동료
- 에이지 오브 미솔로지 - 병사
- 제노에이지 - 루바하 아크라이드
- 건담전기 - 가뎀, 딸기코
- 스타크래프트: 리마스터 - 망령(Wraith)
- 스타크래프트2 - 망령, 아몬
- 월드 오브 워크래프트 - 마그테리돈
- 에이지 오브 코난
- 삼국지 온라인 - 시민, 엑스트라
- 스윙 - 골프 팡야 2nd 샷! (Wii) - 아저
- 진삼국무쌍4 - 조조
- 신세기 에반게리온 - 강철의 걸프렌드 - 이카리 겐도, 군인
- 하프라이프2 - 시민보호기동대, 콤바인
- 오버워치 - 시그마
- 쿠키런: 킹덤 - 다크카카오 쿠키